# دانکستر
دونکاستر (به انگلیسی: Doncaster) شهری در منطقهٔ بیرمنگام کشور انگلستان است که این کشور خود بخشی از بریتانیا محسوب می‌شود. این شهر در سال ۱۹۹۱ میلادی ۷۱٫۵۹۵ نفر جمعیت داشته و در سرشماری سال ۲۰۰۱ جمعیت آن به ۶۷٫۹۷۷ نفر رسیده‌است. میزان رشد سالانهٔ جمعیت دونکستر ‎-۰٫۸ درصد می‌باشد و جمعیت این شهر در سال ۲۰۱۲ به ۶۲٫۲۲۰ نفر تغییر یافت.